# 번데기 집단 식중독 사건
번데기 집단 식중독 사건은 1978년 9월 26일 서울특별시 북동부 및 경기도 파주군 교하면 일대에서 행상 및 동네 구멍가게에서 파는 번데기를 사먹은 어린이 등 37명이 중독증세를 일으켜 10명의 사망자를 낸 사건이다.

## 개요
1978년 9월 26일 오후, 서울특별시 도봉구 상계동(현 노원구), 미아동(현 강북구), 성북구 정릉동 지역에서 번데기를 직접 사먹거나 부모가 사준 번데기를 먹은 28명의 어린이들이 심한 경련과 복통, 구토 등의 증세를 일으켜 병원에 입원, 이들 중 4명이 사망하였고 24명이 중태에 빠졌다.
같은 날, 경기도 파주군 교하면 오도리에서도 번데기 행상(이중식, 당시 67세)이 마당에 널어놓은 번데기를 몰래 가져다 먹거나 나누어 먹은 어린이 8명과 부모 1명 등 9명이 같은 증세를 일으키며 실신, 병원으로 옮겨졌으나 이들 중 어린이 4명은 숨지고 5명은 중태에 빠졌다.
이들이 먹은 번데기는 모두 구멍가게나 행상들이 서울특별시 동대문구 제기동 경동시장의 중간도매상 홍순식(당시 27세)으로부터 받아 팔아왔고, 문제의 번데기는 도매상 곽동윤(당시 45세)이 9월 25일 오후 경상북도 봉화군 봉화면 삼계리에 있던 중앙생사 공장에서 정부미 마대에 담긴 번데기 9자루를 구입, 다음날 홍순식에게 넘긴 것으로 밝혀졌다.
입원한 어린이들의 치료를 맡은 전문 의사들은 이 사건을 식중독 증세는 아니라고 지적하였다. 성바오로병원 소아과장 양만규(당시 50세)는 "환자들이 전신마비, 의식장애, 동공축소 현상을 일으키며 입에서 분비물을 내는 것으로 볼 때 세균 감염에 의한 일반적인 식중독 증세가 아닌 파라티온 등 농약이나 독극물 중독에 의한 증세로 보인다"고 말하였고, 경기도립 금촌병원 의사 박원희(당시 50세)도 "환자들이 일반 식중독 증세와는 다른 약물중독 증세를 보여 일단 농약중독으로 보고 대응치료를 한 결과 2명이 다음날 오전 퇴원하였고 3명도 호전되고 있어 농약중독 사고로 추정된다"고 밝혔다.
경찰은 9월 29일 오후 국립과학수사연구소의 부검수사 결과 '독극물 중독에 의한 사망일 가능성이 높다'는 결과를 통보받았다. 이후 2명의 어린이들이 추가로 사망하였다.
9월 28일 경찰은 생사공장에서 열차편으로 넘겨받은 문제의 번데기에서 심한 화공약품 냄새가 나는 것을 알고도 소매상들에게 그대로 판 혐의로 중간도매상 홍순식을 식품위생법 위반 및 중과실 치사상 혐의로 구속영장을 신청하는 한편, 번데기를 납품한 중앙생사 공장 및 번데기 마대를 화물열차에 적재한 영주역 관계자들에 대해서도 번데기가 화공약품에 접촉되었는지 여부를 수사하였다.

## 원인
9월 30일, 경찰은 국립과학수사연구소로부터 숨진 어린이의 위액과 번데기가 담겼던 마대, 번데기 등에서 맹독성 농약인 파라티온 성분이 검출되었다는 통보를 받고 이 사고의 원인은 파라티온이 묻어있던 마대에 번데기를 담아서 일어난 것이라고 결론내렸다.
경찰은, 문제의 마대가 원래 쌀을 담던 것으로 중간도매상 홍순식이 6개월 전부터 인근 양곡상이나 마대 판매가게로부터 구입해 사용해 온 200여개 중 일부임을 밝혀내었고, 번데기를 생사공장에서 구입해 홍순식에게 판매한 도매상 곽동윤, 홍순식에게 번데기를 구입해 어린이들에게 판매한 소매상 한판례(여, 당시 49세) 등도 불구속 입건했다.
그러나 사고의 근본 원인인 농약이 어디서 어떠한 경로로 마대에 묻었는지는 밝혀내지 못했다.
한편, 당시 신문은 번데기 식중독 사건과 관련하여 번데기는 식품회사가 아닌 견직회사에서 생산되고 있음을 밝히고, 번데기 취급과정에서 지하수 사용으로 인한 농약오염 노출 가능성, 소독이나 세탁이 제대로 되지 않은 마대자루에 마구 넣어 유류나 비료, 화공약품 등과 함께 운반함으로써 야기되는 오염 가능성 및 비위생성, 습기찬 상태로 5~10시간씩 방치함으로써 변질될 위험성, 그리고 판매 과정에서도 남은 물량을 재건조해 팔거나 세균 침투 및 오염물질 노출 등 비위생적으로 취급되는 등의 문제점들을 지적하였다.

## 관련 사건
- 사망한 어린이 중 김주용(당시 6세, 서울 도봉구 미아동)은 아버지(김희철, 당시 44세)가 시장에서 사다준 번데기를 먹고 9월 26일 밤 11시 15분경 복통을 호소하며 입에 거품을 무는 증세를 보여, 아버지가 아들을 업고 응급 치료를 위해 병원 11곳을 찾아다녔으나 '의사가 없다', '일손이 딸린다', '병실이 없다'는 등의 이유로 치료를 거부당했고, 결국 진찰조차 받지 못한 채 9월 27일 새벽 1시 40분경 숨졌다.[9] 아버지 김희철은 이 사건 이후 서울특별시에 해당 병원들을 진정하였고, 아들의 죽음을 비관해오다 1979년 3월 21일 유서 4통을 남긴 후 농약을 마시고 음독 자살하였다.[10][11]
- 1978년 10월 6일, 서울지방검찰청 성북지청은 번데기 식중독을 일으킨 어린이의 진료를 거부한 4명의 의사를 의료법 위반혐의로 입건하였다.[12]
- 1980년 2월 19일에도 서울특별시 중구 을지로3가 골목길 행상에게서 번데기 2봉지를 사서 나누어 먹은 청년 2명이 한시간만에 식중독 증세를 일으켜 강남성심병원에 입원, 치료를 받았으나 독극물 중독이 아닌, 알레르기성 체질에 가벼운 식중독 증세로 판정되어 이튿날 오전 6시쯤 퇴원했다.[13]

## 같이 보기
- 번데기 (음식)
- 파라티온